# Venetia Burney
Venetia Katharine Douglas Burney (na huwelijk Phair, 11 juli 1918 - 30 april 2009) werd door Clyde Tombaugh erkend als de eerste persoon die, op 11-jarige leeftijd, de naam Pluto suggereerde voor de planeet die hij in 1930 ontdekte. Zij woonde op dat moment in Oxford, waar haar vader en grootvader aan de Universiteit werkten. Als volwassene werkte ze als accountant en docent.

## Biografie
Venetia Burney was de dochter van dominee Charles Fox Burney en Ethel Wordsworth Burney (geboortenaam: Madan). Charles Burney was Oriel Hoogleraar Interpretatie van de Heilige Schrift aan de Universiteit van Oxford. Venetia Burney's grootvader aan moeders zijde, Falconer Madan (1851–1935), was bibliothecaris van de Bodleian Library van de Universiteit van Oxford.  Zijn broer, Henry Madan (1838–1901), Science Master op Eton College, had in 1878 de namen Phobos en Deimos voorgesteld voor de manen van Mars.
Clyde Tombaugh, een jonge astronoom aan het Lowell-observatorium, was al ruim een jaar op zoek naar een 9e planeet in het zonnestelsel, de zogenaamde "Planeet X" waarvan Percival Lowell het bestaan voorspeld had, toen hij op 18 februari 1930 een nieuwe planeet ontdekte waarvan de positie leek overeen te komen met de voorspellingen. Op 14 maart 1930 las Falconer Madan het verhaal van de ontdekking van de nieuwe planeet in The Times en vertelde hij het aan zijn kleindochter Venetia. Zij stelde de naam Pluto voor, de Romeinse god van de onderwereld die zichzelf onzichtbaar kon maken. Falconer Madan stuurde de suggestie door naar astronoom Herbert Hall Turner, die zijn Amerikaanse collega's van het Lowell-observatorium een telegram stuurde. Tombaugh vond het voorstel leuk omdat het begon met de initialen van Percival Lowell. Op 1 mei 1930 werd de naam Pluto voor het nieuwe hemellichaam formeel aangenomen.  Of Venetia Burney werkelijk de eerste was die de naam voorstelde, werd op plausibiliteitsgronden betwijfeld , maar zij werd historisch wel als dusdanig erkend.
Burney liep school aan de Downe House School in Berkshire en studeerde van 1938 tot 1941 economie aan Newnham College van de Universiteit van Cambridge. Na het beëindigen van haar studies werd ze registeraccountant. Later werd ze lerares economie en wiskunde op meisjesscholen in Zuidwest-Londen. In 1947 huwde ze met Edward Maxwell Phair, een classicus, en later huismeester en hoofd Engels aan het Epsom College. Ze bleven getrouwd tot aan zijn dood in 2006. Drie jaar later, op 30 april 2009, overleed Burney op 90-jarige leeftijd, in Banstead in Surrey. Ze werd begraven op Randalls Park Crematorium in Leatherhead in Surrey.
Slechts een paar maanden voor de herclassificatie van Pluto van een planeet naar een dwergplaneet, terwijl er een debat gaande was over de kwestie, zei ze in een interview: "Op mijn leeftijd blijf ik grotendeels onverschillig [in het debat], hoewel ik er waarschijnlijk de voorkeur aan zou geven dat het een planeet blijft." 

## Nalatenschap
De planetoïde 6235 Burney en de Burney-krater op Pluto werden naar haar vernoemd.   New Horizons was, in juli 2015, de eerste ruimtesonde die Pluto bezocht. Aan boord van de satelliet bevindt zich een instrument dat naar haar vernoemd werd: de Venetia Burney Student Dust Counter. 
The Venetia Fair, een rockband uit Massachusetts, bedacht hun naam na het lezen van een artikel over Venetia Phair, kort nadat Pluto werd geherclassificeerd als een dwergplaneet. 